# الوقوع في الحب

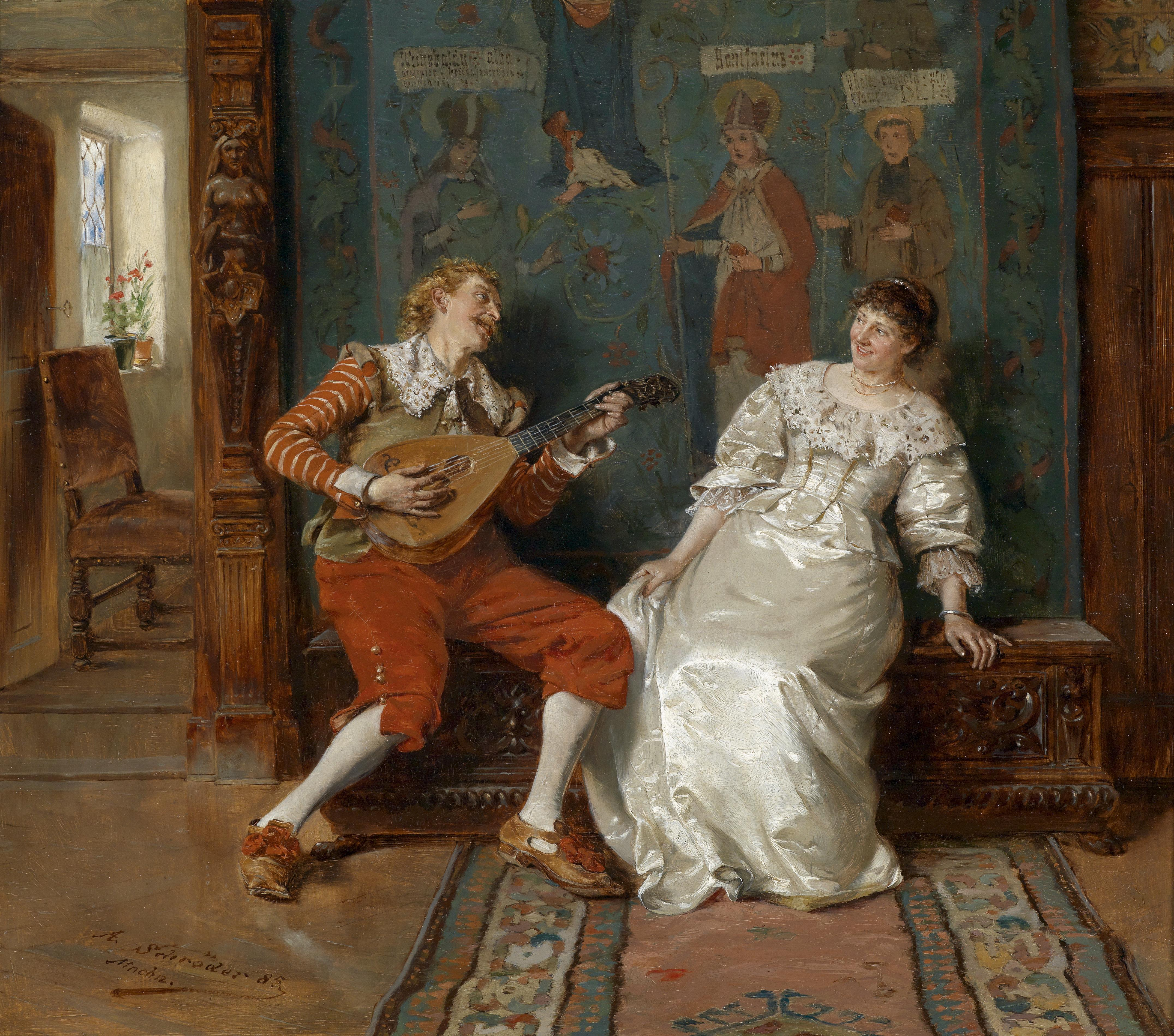
ألبرت شرودر -- الترفيه الموسيقية (حوالي عام 1885).

الوقوع في الحب هو تطور مشاعر قوية من التعلق والحب، تجاه شخص آخر. هذا المصطلح مجازي، يؤكد أن المشاعر، تكون مفاجئة ولا يمكن السيطرة عليها وتترك الحبيب في حالة ضعف، مثل «المرض» أو «الوقوع في الفخ».
قد يعكس أيضًا أهمية مراكز الدماغ السفلية أثناء هذه المشاعر، والتي يمكن أن تقود الدماغ العقلاني والمحسوب إلى استنتاج (على حد تعبير جون كليز) أن «روتين الوقوع في الحب غريب جدًا... يصل إلى حدود الغموض».

## انطر أيضًا
- الحب
- رهاب الحب
- رهاب الزواج
- صاعقة الحب
- نظرية التعلق
- مواعدة
- ولع عاطفي
- توجه رومانسي
- انتقال

## وصلات خارجية
- روبرت جي ستيرنبرغ وكارين ستيرنبرغ، محرران. علم النفس الجديد للحب. جامعة ييل الصحافة، 2008.
- دينيس دي روجمونت،الحب في العالم الغربي. كتب البانثيون، 1956.
- إريك فروم،فن المحبة (1956)
- فرانشيسكو ألبيروني)، الوقوع في الحب (نيويورك، راندوم هاوس، 1983)
- رولان بارت، خطاب عاشق (1990)